# 11450 Shearer
11450 Shearer este un asteroid din centura principală de asteroizi.

## Descriere
11450 Shearer este un asteroid din centura principală de asteroizi. A fost descoperit pe 22 august 1979 la Observatorul La Silla de Claes-Ingvar Lagerkvist. Asteroidul prezintă o orbită caracterizată de o semiaxă mare de 2,24 ua, o excentricitate de 0,10 și o înclinație de 7,7° în raport cu ecliptica.